# 피데스
피데스 - 헝가리 시민동맹(헝가리어: Fidesz – Magyar Polgári Szövetség 피데스-머저르 폴가리 쇠베체그[*]) 또는 청민맹(靑民盟; 옛 이름은 헝가리어: Fiatal Demokraták Szövetsége 피어털 데모크러타크 쇠베체게[*], 청년민주동맹)은 헝가리의 보수 정당으로, 현재 헝가리 총리인 오르반 빅토르가 소속된 집권 여당이다.
본래 중도좌파(사회민주주의) 성향의 학생운동 정당으로 시작하였으며, 1990년대 보수 측의 이념을 받아들여 중도우파 성향으로 평가받았다. 그러다 2010년 재집권 이후 우경화되어 현재는 우익 대중주의 또는 극우 성향에 가까운 강경 보수 정당으로 바뀌었다.

## 역사
1988년 당시 공산주의 정권 말기였던 오르반 빅토르에 의해 반정부 단체로 창설하면서 시위 활동에 나섰다. 이후 헝가리 공산 정권 붕괴 후 1990년 총선에서 오르반 빅토르는 그가 총재인 정당으로 참여하였고, 그는 국회의원으로 선출되었다. 1998년 7월 6일 총선에서 승리를 하면서 제1당이 되었고 같은 해 오르반 빅토르는 헝가리 총리가 되었다. 총리 취임 당시 오르반 빅토르는 35세로 유럽 최연소 총리였다. 2000년 오르반 빅토르는 대표에서 물러났다. 2002년 5월 27일 총선에서 계속 가장 많은 의석을 확보했으나, 연정이 붕괴되면서 오르반 빅토르는 총리 자리에서 물러났다.
2003년 오르반 빅토르가 다시 당대표가 되면서 2006년 총선에서 정권 탈환을 노렸으나 사회당에 패배해 뜻을 이루지 못했다. 그 후 헝가리 경제 위기로 집권 사회당 정권의 연정이 붕괴되는 등 혼란이 이어졌고, 2010년 4월 총선에서 의회 3분의 2가량 의석을 확보하는 압도적인 승리를 거두었고 같은 해 5월, 헝가리 대선에서 오르반 빅토르는 총리에서 물러난지 8년 만에 다시 당선되었다.

## 이념
1980년 창립 당시 중도좌파에 속했고 자유주의 성향이 강했지만 1989년 혁명과 1990년 선거를 거치면서 점차 중도우파~우파 로 바꾸었다. 또한 이 정당은 민족보수주의, 사회보수주의, 우익대중주의를 지향하는 정당이다. 2009년 들어서 오르반 빅토르의 급진적 우경화가 진행됨에 따라, 이 당 역시 우경화되어 2010년대 후반 이후로는 대부분의 언론에서 극우로 평가받게 되었다.
2015년 유럽 난민 위기 때 헝가리 국경에 철조망을 건설하고, '헝가리에 들어오는 난민은 헝가리인의 일자리를 가져갈 수 없다.'(Ha Magyarországra jössz, nem veheted el a magyarok munkáját!) 등의 선전문구를 내세워 제노포비아 및 이슬라모포비아적 성향을 나타내기도 하였다. 이는 유럽 연합, 유엔과 같은 국제 기구의 우려를 사기도 하였다. 또한 이 당은 동성애에 매우 반대하는 입장으로도 알려져 있다.

## 역대 당 대표
| #   | 대표          | 기간                  | 비고 |
| --- | ------------- | --------------------- | ---- |
| 1대 | 오르반 빅토르 | 1993년부터 2000년까지 |      |
| 2대 | 쾨베르 라슬로 | 2000년부터 2001년까지 |      |
| 3대 | 포코르니 졸탄 | 2001년부터 2002년까지 |      |
| 4대 | 아데르 야노시 | 2002년부터 2003년까지 |      |
| 5대 | 오르반 빅토르 | 2003년부터 현재까지   |      |

## 역대 선거결과

### 헝가리 의회
| 연도    | 득표수    | 득표율      | 의석 수   | 의석 수 변동 | 순위 | 집권 여부 |      |
| ------- | --------- | ----------- | --------- | ------------ | ---- | --------- | ---- |
| 1990년  | 439,481   | 8.95% (#5)  | 22 / 386  | 보합         | 5위  | 집권 여부 | 야당 |
| 1994년  | 379,295   | 7.02% (#6)  | 20 / 386  | 2            | 6위  | 야당      |      |
| 1998년  | 1,263,522 | 28.18% (#1) | 148 / 386 | 128          | 1위  | 여당      |      |
| 2002년1 | 2,306,763 | 41.07% (#2) | 164 / 386 | 16           | 2위  | 야당      |      |
| 2006년2 | 2,272,979 | 42.03% (#2) | 141 / 386 | 23           | 2위  | 야당      |      |
| 2010년2 | 2,706,292 | 52.73% (#1) | 227 / 386 | 86           | 1위  | 여당      |      |
| 2014년2 | 2,264,486 | 44.87% (#1) | 117 / 199 | 110          | 1위  | 여당      |      |
| 2018년2 | 2,498,128 | 48.48% (#1) | 134 / 199 | 17           | 1위  | 여당      |      |

1헝가리 민주포럼과 연합해 득표했다.
2기독교민주인민당과 연합해 득표했다.

### 유럽 의회
| 년도   | 합계      | 득표율 | 의석    | 의석 수 변동 | 순위 |
| ------ | --------- | ------ | ------- | ------------ | ---- |
| 2004년 | 1,457,750 | 47.4%  | 12 / 24 | 보합         | #1   |
| 2009년 | 1,632,309 | 56.36% | 14 / 22 | 2            | #1   |
| 2014년 | 1,193,991 | 51.48% | 11 / 21 | 3            | #1   |
| 2019년 | 1,824,220 | 52.56% | 12 / 21 | 1            | #1   |